# Majella
La Majella (o també Maiella) és el segon massís més alt dels Apenins continentals a Itàlia, essent el primer el Gran Sasso. Es troba als confins entre les Província de Chieti, L'Aquila i Pescara i té el Parc Nacional de la Majella. El seu cim més alt és Monte Amaro a 2793 m d'alt.
És un massís calcari molt compacte. Hostatja tres estacions d'esquí:Passolanciano-Maielletta, Passo San Leonardo i Campo di Giove.

## Municipis de la zona
- Abbateggio
- Ateleta
- Bolognano
- Campo di Giove
- Cansano
- Caramanico Terme
- Civitella Messer Raimondo
- Corfinio
- Fara San Martino
- Gamberale

- Guardiagrele
- Lama dei Peligni
- Lettomanoppello
- Lettopalena
- Manoppello
- Montenerodomo
- Pacentro
- Palena
- Palombaro (Italia)
- Pennapiedimonte

- Pescocostanzo
- Pettorano sul Gizio
- Pizzoferrato
- Popoli (Italia)
- Pratola Peligna
- Pretoro
- Rapino
- Rivisondoli
- Roccamorice
- Roccaraso

- Roccacasale
- Rocca Pia
- Salle
- Sant'Eufemia a Maiella
- San Valentino in Abruzzo Citeriore
- Serramonacesca
- Sulmona
- Taranta Peligna
- Tocco da Casauria